# Malden Island
Malden Island – nizinna, niezamieszkana wyspa na Oceanie Spokojnym, o powierzchni 39 km², leżąca 448 km na południe od równika i 2834 km na południe od Honolulu. Należy do Republiki Kiribati. Odkryta została 30 lipca 1825 r. przez Brytyjczyka, George’a Ansona Byrona – kuzyna poety George’a Byrona, płynącego okrętem wojennym HMS „Blonde”. W 1957 r. na Malden i na pobliskiej Christmas Island Wielka Brytania przeprowadziła operację Grapple, podczas której dokonano 9 próbnych wybuchów termojądrowych.

## Tajemnicze ruiny
W momencie odkrycia wyspy przez G.A. Byrona w 1825 była ona niezamieszkana, jednak pozostawione ruiny świątyń i innych budowli świadczyły o obecności ludzi na tej wyspie we wcześniejszych stuleciach. W przeszłości obecność dziwnych ruin na opustoszałej wyspie interpretowano jako pozostałości po rozbitkach, korsarzach, a nawet ślady pozostawione przez Inków, czy żeglarzy chińskich. W 1924 r. ruiny zostały przebadane przez Kennetha Emory, archeologa z Bishop Museum w Honolulu, który uznał, że są to pozostałości po budowlach wzniesionych przez względnie niewielką grupę mieszkańców Polinezji, którzy przebywali na wyspie przez kilka pokoleń na kilka stuleci przed jej odkryciem.
Ruiny budowli wznoszą się wzdłuż grzbietu plaży głównie od strony południowej i północnej. W sumie odkryto 21 stanowisk archeologicznych z których trzy (znajdujące się po północno-zachodniej stronie wyspy) są większe od pozostałych. Ruiny obejmują fragmenty świątyń, domów oraz grobów. Odkryto również wyschnięte studnie używane przez osadników.